# Morteaux-Coulibœuf
Morteaux-Coulibœuf é uma comuna francesa na região administrativa da Normandia, no departamento Calvados. Estende-se por uma área de 11,75 km². Em 2010 a comuna tinha 647 habitantes (densidade: 55,1 hab./km²).